# Bronskaktus
Bronskaktus (Cleistocactus winteri) är en art inom släktet rörkaktusar och familjen kaktusväxter från Bolivia. Den växer endast i bergstrakter i provinsen Florida mellan 1300 och 1400 meter över havet. Bronskaktus hittas vanligen i skogar i torra dalgångar.
Flera exemplar plockas och används sedan som prydnadsväxt. Utbredningsområdet är endast 250 km² stort. IUCN listar Cleistocactus winteri som starkt hotad (EN).

## Synonymer
Borzicactus aureispinus (F.Ritter) G.D.Rowley
Borzicactus aureispinus f. cristatus P.V.Heath
Cleistocactus aureispinus (F.Ritter) D.R.Hunt nom. illeg.
Cleistocactus winteri D.R.Hunt
Cleistocactus winteri subsp. colademono D.R.Hunt
Hildewintera aureispina (F.Ritter) F.Ritter
Hildewintera colademononis Diers & Krahn
Loxanthocereus aureispinus (F.Ritter) F.Buxbaum
Winteria aureispina F.Ritter
Winterocereus aureispinus (F.Ritter) Backeb.
Winterocereus colademononis (Diers & Krahn) Metzing & R.Kiesling